# Santuario di Macereto
Il santuario di Macereto è un complesso religioso che sorge ad un'altezza di circa 1000 metri s.l.m. sull'omonimo altopiano del versante occidentale dei Monti Sibillini, nel territorio comunale di Visso, nelle Marche.
Nei suoi pressi sorgeva un tempo il castello dei conti di Fiastra. 
È stato dichiarato monumento nazionale nel 1902.
Si tratta di una delle maggiori espressioni dell'Architettura rinascimentale del Cinquecento nelle Marche.

## Storia e descrizione

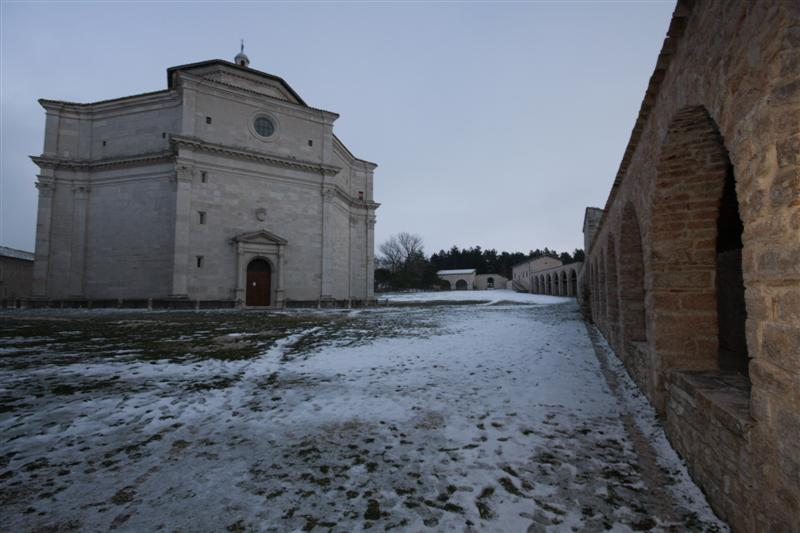
La chiesa del santuario.

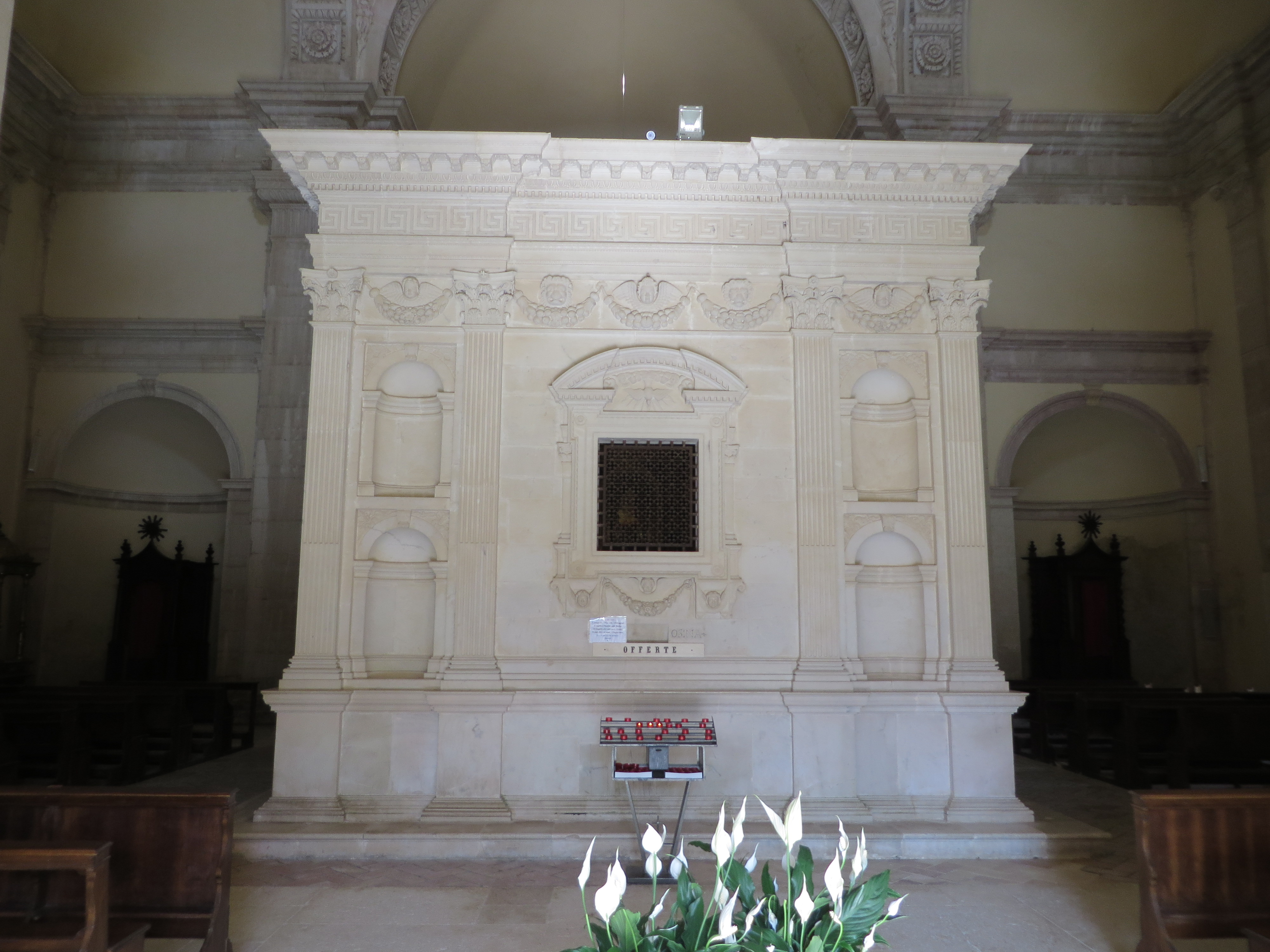
Il tempietto interno.

Vuole la tradizione che il 12 agosto 1359, nel trasportare una statua lignea della Madonna con Bambino da Loreto al Regno di Napoli, i muli facenti parte della carovana si fermarono in ginocchio sul sito attualmente occupato dal santuario, e da lì non vollero più ripartire, nonostante i calci e le frustate. 
I popolani accorsi in aiuto videro nell'accaduto un segno divino, e pretesero che la statua rimanesse in quel luogo. Nel giro di pochi anni i pellegrinaggi aumentarono sempre di più e così si9 decise di costruire sul luogo una primitiva chiesetta dedicata alla Madonna eretta in forme simili alla Porziuncola di Assisi.
Nel secondo Quattrocento la statua originale venne sostituita da un'altra, attualmente conservata nel Museo civico diocesano di Visso, datata agli anni settanta ed attribuita ad un ignoto Maestro della Madonna di Macereto, identificato o con Domenico Indivini da San Severino Marche o con Lucantonio Barberetti da Camerino.

Nel 1527 l'Università di Visso decise la costruzione di un nuovo santuario attorno alla primitiva edicola e l'anno successivo cominciarono i lavori su progetto dell'architetto Giovan Battista da Lugano, ricordato anche in una lapide all'interno del tempio, che riprese un precedente progetto del 1505 di Bramante. Già un anno prima della morte del Lugano avvenuta nel 1539, appare nei documenti il nome di Filippo Salvi da Bissone, autore del Tempio della Consolazione di Todi, che diresse i lavori alla loro ripresa nel 1553 sotto la direzione e furono terminati nel 1566. La copertura ed il campanile furono realizzati nel 1564, mentre i tre portali riportano le date 1563 e 1565. Il santuario fa parte di un più ampio complesso architettonico comprendente la chiesa, la Casa dei Pellegrini, la Casa del Corpo di Guardia ed il Palazzo delle Guaite.

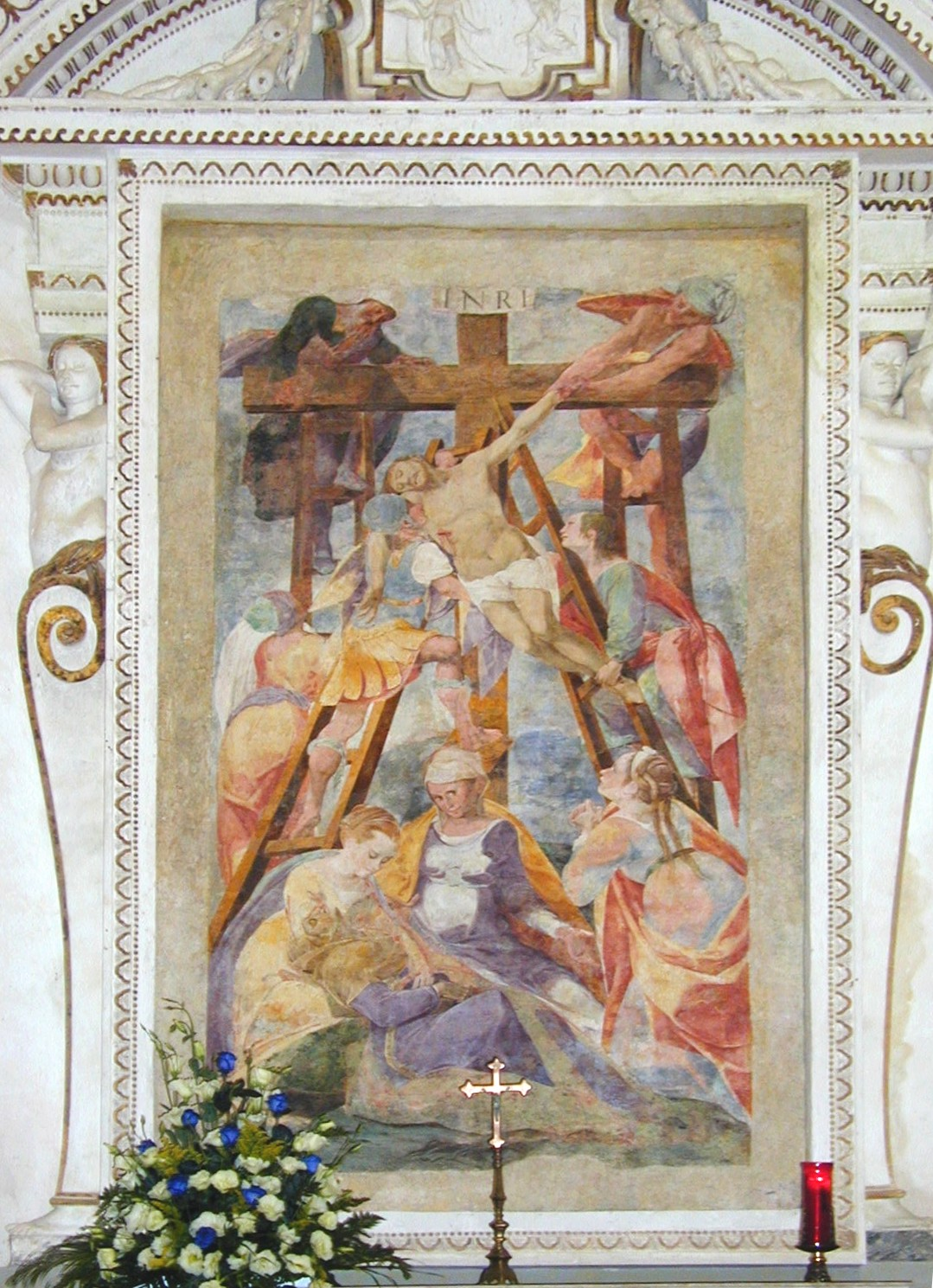
Simone de Magistris, Deposizione

La chiesa presenta una pianta ottagonale con tre ingressi decorati negli anni sessanta del Cinquecento da scultori ancora anonimi. L'interno ospita al centro un tempietto, realizzato fra il 1580 e il 1590 sulle forme della Santa Casa del Santuario di Loreto, sul quale è incisa in latino la storia del miracolo di Macereto, e che custodisce l'antica edicola trecentesca. 
I quattro lati piatti dell'interno, si aprono ognuno in un'abside.
Il presbiterio è decorato nell'arco trionfale e nel catino absidale da affreschi e stucchi commissionati dalla Comunità di Visso e realizzati tra 1580 e 1582 da Simone De Magistris e restaurati tra 1990 e 1991. La decorazione plastica comprende giovanili e graziose figure, pesanti festoni di fiori e frutta e raffinate cornici di gusto anticlassico, manieristico. Al sommo dell'arco, in una mandorla sorretta da Angeli, è la figura dell'Eterno e, più in basso, le figure di Davide e Geremia. Le ordinate ed equilibrate composizioni sono caratterizzate dal tipico colorismo del pittore, luminoso, contrastato e a tratti acidulo. Gli affreschi raffigurano, nella parte superiore Storie della Vita della Vergine, e nella parte inferiore tre grandi quadri ad affresco con Storie della Vita di Gesù, a sinistra la Natività, a destra l'Adorazione dei Magi ed al centro, come pala d'altare la Deposizione, in cui è chiara la derivazione dalla pala di medesimo soggetto dipinta nel 1569 dal Barocci per il Duomo di Perugia.